# Mandevilla apocynifolia
Mandevilla apocynifolia là một loài thực vật có hoa trong họ La bố ma. Loài này được (A.Gray) Woodson mô tả khoa học đầu tiên năm 1932.